# Huaco (San Juan)
Pour les articles homonymes, voir Huaco.
Huaco est une localité du nord de la province de San Juan en Argentine, située dans le département de Jáchal, au croisement de deux routes nationales importantes, la route nationale 40 allant du nord au sud, et la route nationale 150 qui va d'est en ouest. La ville se trouve sur le río Huaco à une altitude de 975 mètres. Elle se trouve à 190 km de la ville de San Juan.

## Population
En 2001, elle comptait 975 habitants, ce qui représentait une baisse de 10,22 % vis-à-vis des 1 086 de l'année 1991.

## Économie
La petite localité se trouve au centre de l'oasis de Huaco, alimentée en eau par le río Huaco en aval de la retenue du barrage de Cauquenes. 

Son économie est centrée sur l'agriculture, avec la production de luzerne et d'olives. Ces derniers temps cependant, l'activité minière se développe, avec le projet Gualcamayo, d'où l'on doit extraire principalement de l'or.

## Tourisme
Le tourisme est peu développé à Huaco. 
- La localité est cependant visitée pour sa Route des Moulins du XIXe Siècle.
- La Cuesta de Huaco (Côte de Huaco)
- Algarrobo centenaire, où se reposa un caudillo local.